# Kurt Wiegel

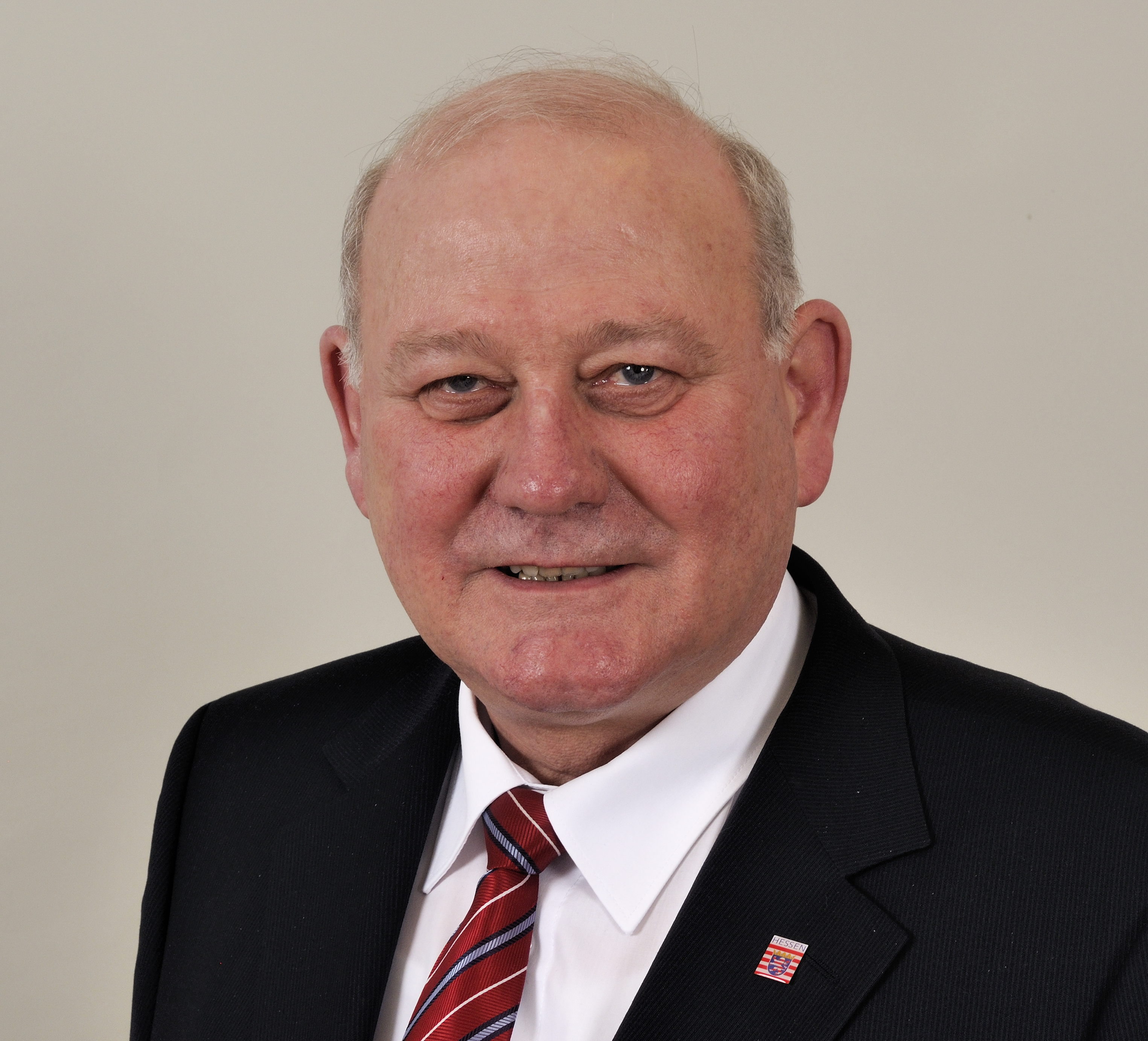
Kurt Wiegel (2013).

Kurt Wiegel (* 18. November 1951 in Rimlos) ist ein hessischer Politiker (CDU) und war bis 2019 Abgeordneter des Hessischen Landtags.

## Ausbildung und Beruf
Nach dem Abschluss der Volksschule in Lauterbach machte Kurt Wiegel von 1967 bis 1970 ein Landwirtschaftslehre und besuchte von 1970 bis 1971 zwei Wintersemester die Landwirtschaftsschule. Seit 1980 arbeitet er als selbstständiger Landwirt. Im Jahr 1982 legte er die Meisterprüfung als Landwirtschaftsmeister ab.
Wiegel ist evangelisch, verheiratet und hat drei Kinder.

## Politik
Seit 1978 ist Wiegel Mitglied der CDU und dort von 1982 bis 1988 Vorstandsmitglied CDU-Stadtverband Lauterbach. 
Von 1982 bis 1998 war er Mitglied der Stadtverordnetenversammlung Lauterbach, seit 1998 Mitglied der Kreistages des Vogelsbergkreises und von 1991 bis 1998 und seit 2001 stellvertretendes Mitglied der Regionalversammlung Mittelhessen. 2021 wurde er in den Kreisausschuss des Vogelsbergkreises gewählt und ist dort Beauftragter für Senioren und Inklusion. Seit Mai 2008 ist Wiegel Mitglied im Landesvorstand der hessischen CDU. 2021 wurde er Landesvorsitzender der 5000 Mitglieder umfassenden hessischen Senioren-Union.
Wiegel war vom 5. April 2003 bis 5. April 2008 direkt gewählter Abgeordneter des Wahlkreises Vogelsberg im Hessischen Landtag. Bei der Landtagswahl 2008 verlor er sein Mandat, bei der Landtagswahl 2009 konnte er es mit 41,5 % der Erststimmen zurückgewinnen. Im Landtag gehört er dem Europaausschuss, dem Umweltausschuss, dem Hauptausschuss und dem Unterausschuss Finanzcontrolling an. Zur Landtagswahl 2018 kandidierte er nicht mehr, das Direktmandat errang Michael Ruhl (CDU).

## Sonstige Ämter
Wiegel ist Beiratsmitglied der Volksbank Lauterbach-Schlitz eG, Vorsitzender des Kreisbauernverband Vogelsberg und Mitglied des Verbandsrates des Hessischen Bauernverbandes.